# Identifiant pérenne
Un identifiant pérenne est une chaîne de caractères alphanumériques qui désigne une ressource indépendamment de son emplacement. Cette ressource peut être tout objet réel ou conceptuel. L’identifiant pérenne a généralement vocation à donner accès à cette ressource ou à un substitut acceptable de celle-ci à travers le Web.

## Les causes
Les systèmes d’identifiants pérennes naissent à la fin des années 1990 à l’initiative de fournisseurs souhaitant identifier et donner accès à des ressources scientifiques et culturelles diffusées en ligne. Dans une logique de reproductibilité, il était nécessaire que ces ressources puissent être citées sans équivoque ; en outre, il était souhaitable que l’identifiant soit actionnable par machine, c’est-à-dire que les systèmes informatiques, et en particulier les navigateurs web, puissent comprendre et donner accès aux ressources identifiées.
On constate alors que les Uniform Resource Locator (URL) utilisées dans ce but ont une espérance de vie plutôt brève : réorganisation des serveurs, changements de systèmes de diffusion ou de nom de l’organisation, etc. entraînent l’obsolescence des URL, conduisant l’utilisateur à une erreur 404.
Tim Berners-Lee considère qu’une conception solide d’URI suffit à assurer la permanence de l'identifiant d'une ressource, tout en recommandant les principes d’opacité communs à la plupart des standards d’identification pérenne.

## Les principes de l’identification pérenne
La solution de l’identification dite « pérenne » repose sur la distinction entre un identifiant conçu pour durer, donc libéré des contingences techniques et administratives, et une URL d’accès destinée à changer au cours du temps. Cette solution implique l’utilisation d’un outil d’attribution maintenant un registre d’association entre identifiant et URL d’accès, et d’un résolveur redirigeant l’utilisateur vers la localisation actuelle de la ressource.
Les services de gestion d’identifiant prennent souvent la forme d'organisations qui proposent des contrats payants, comme la DOI Foundation et ses agences d’attribution pour le Digital Object Identifier (DOI). Le fournisseur de ressources peut implémenter un service d’identifiant Archival Resource Key (ARK) ou souscrire une offre de gestion d’identifiant, par le service EZID de la California Digital Library (en) ou un autre prestataire.
L’adjectif « pérenne » correspond à une possibilité plus qu'à une caractéristique intrinsèque de l’identifiant. Sa durée dépend de l'entité gestionnaire des identifiants. Certains auteurs préféreraient qu'on parle d’« identifiant pérennisable » ((en) persistable identifier).

## La syntaxe
Pour générer des noms non équivoques à l’échelle du monde entier, les systèmes d’identifiants pérennes définissent des syntaxes similaires :
- un libellé spécifique à chaque type d’identifiant,
- un élément d’identification du fournisseur de ressources responsable de l’attribution de l’identifiant,
- un élément spécifique à la ressource. Ce dernier peut être nouvellement créé ou reprendre un identifiant interne du fournisseur (cote, numéro d’inventaire, etc.).

- doi:10.1000/182
- ark:/12148/btv1b8449691v

Malgré des tentatives, les libellés (doi:, ark:, etc.) n’ont pas été inscrits comme des schémas d’URI officiels, ce qui aurait permis de les rendre actionnables par machine tels quels. Il faut pour résoudre les identifiants les préfixer par le nom de domaine d’un résolveur.
- https://doi.org/10.1000/182
- https://n2t.net/ark:/12148/btv1b8449691v

## Services associés
Certains identifiants (DOI, ARK) permettent à l’utilisateur d’obtenir des métadonnées en plus de la ressource elle-même, dans un ou plusieurs schémas (schéma Datacite pour DOI, Electronic Resource Citation ou Dublin Core pour ARK).
Le standard ARK recommande également qu’une ressource à laquelle un fournisseur attribue un identifiant soit accompagnée d’un engagement de permanence de la part du fournisseur.

## Différents types d’identifiants pérennes
Il existe différents types d’identifiants pérennes selon le domaine – le type de ressource à laquelle un identifiant peut être attribué :
- International Standard Book Number pour les livres,
- International Standard Name Identifier pour les identités publiques,
- identifiant européen de la législation pour les textes législatifs et décrets en Europe
- etc.

Certains identifiants ont un domaine plus large :
- Digital Object Identifier pour les ressources informationnelles en ligne,
- Archival Resource Key pour tout type d’objet numérique, physique ou conceptuel,
- Uniform Resource Name
- Persistent Uniform Resource Locator (en)
- etc.